# Тоска по родине (опера)
«Тоска по родине» — комическая опера в трех действиях с прологом по одноименному роману М. Загоскина. Либретто М. Загоскин, музыка А. Верстовского.

## История
21 августа 1839 года состоялась первая постановка оперы в Большом театре. Режиссер А. Акимов, дирижер И. Фельцман, художники И. Браун, И. Иванов, балетмейстер Т. Герино. Загоскин переделал для этой оперы свой одноименный роман. В опере отсутствует фантастическое и таинственное начало, что нетипично для творчества Верстовского.
18 ноября 1841 года опера была впервые показана в Петербурге в бенефис О.А. Петрова.
Один из персонажей оперы рассказывает о своей тоске по квасу, капусте, соленым огурцам, из-за чего современники называли оперу "Тоска и пародия". В 1839 году в "Репертуаре" писали о том, что в этой опере совсем не узнается автор "Аскольдовой могилы" из-за невыдержанности и отсутствия самобытности. Хотя действие разворачивается в Испании, в опере отсутствуют испанские национальные музыкальные элементы.
- Эскиз декорации. Комната в мавританском стиле "Тоска по родине". Москва, Большой Петровский театр
- Эскиз декорации. Замок на горе. "Тоска по родине". Москва, Императорский Большой театр
- Эскиз декорации. "Тоска по родине". Москва, Императорский Большой театр
- Эскиз декорации. Дворец в мавританском стиле. "Тоска по родине". Москва, Императорский Большой театр

## Действующие лица
- Завольский — Н. В. Лавров
- Лидина — П. Орлова
- Никанор, слуга Завольского — А. О. Бантышев
- Розалия, жена коррехидора — Н. В .Репина
- Пазита, его служанка — Каплинская
- Красноярский, капитан фрегата — С. Сахаров
- Дон Педро — И. Лазарев[4].

## Либретто
Молодой человек по фамилии Завольский тонет в Неве, но его спасает незнакомец. Лидина и Завольский влюблены друг в друга. Но однажды Завольский видит тайную встречу Лидиной и человека, который когда-то спас Завольскому жизнь. Он подозревает девушку в неверности и решает уехать в Испанию. Донна Розалия, жена андалузца-коррехидора влюблена в Завольского, из-за чего ее начинает ревновать ее поклонник дон Педро. Время идет, а Завольский продолжает любить Лидину. Дон Педро нанимает бандитов, которые пытаются убить Завольского, но его спасает тот же человек, которого он видел вместе с Лидиной. Завольский узнает, что это брат девушки, и молодой человек возвращается на родину.